# Ökozid (Umweltrecht)
Als Ökozid wird eine kriminelle menschliche Aktivität bezeichnet, die gegen die Prinzipien der Umweltgerechtigkeit verstößt, z. B. durch erhebliche Schädigung oder Zerstörung von Ökosystemen oder durch Schädigung der Gesundheit und des Wohlbefindens einer Art (einschließlich des Menschen). Ökozid wurde von den Vereinten Nationen noch nicht als international strafbares Verbrechen anerkannt.

## Aspekte von Ökozids
Als Konzept bezieht sich Ökozid sowohl auf natürlich auftretende Prozesse der Umwelt- oder Ökosystemverschlechterung als auch auf die Zerstörung der Umwelt, die durch menschliche Aktivitäten verursacht wird. Zum Beispiel ist die Einwanderung invasiver Arten in ein bestimmtes Gebiet, die zur Verringerung oder Ausrottung endemischer Arten (Endemiten) in diesem Gebiet führt, eine Form von Ökozid. Aber auch besondere Arten von Ölkatastrophen, Raubbau durch exzessiven Bergbau, Abholzung und Massentierhaltung, von industrieller Fischerei, Wasser- und Luftverschmutzungen können als Formen des Ökozids verstanden werden.

### Klimawandel und Ökozid
Ein Vorschlag zur Benennung einer neuen geochronologischen Epoche ist das Anthropozän, weil die Aktivitäten des Menschen (Anthropo) den natürlichen Zustand der Erde in einer noch nie dagewesenen Weise beeinflussen. Durch die Industrialisierung und der damit einhergehenden Verbrennung fossiler Energien wie Braunkohle, Steinkohle und Erdöl, gelangten erhöhte Mengen von Kohlenstoffdioxid (CO2), Methan, Fluorchlorkohlenwasserstoffen in die Atmosphäre. Dadurch treten weltweit Veränderung des Klimas auf der Erde auf, die sogenannte durch den Menschen verursachte (anthropogene) globale Erwärmung. Kriminologen argumentieren, dass dies ein Symptom für die ständig wachsende Nachfrage der Verbraucher im Zusammenhang mit dem Kapitalismus ist, kombiniert mit einer fast völligen Missachtung der langfristigen Schäden, wie der globalen Erwärmung und des steigenden Meeresspiegels, die durch diese Emissionen verursacht werden. Der US-amerikanische Umwelttheoretiker und -aktivist Patrick Hossay argumentiert, dass die menschliche Spezies durch die Auswirkungen der modernen industriellen Zivilisation auf die globale Umwelt einen Ökozid begeht.

### Als ein vorgeschlagenes internationales Verbrechen
Das Konzept des Ökozids als internationales Verbrechen entstand in den 1970er Jahren, nachdem der Einsatz von Agent Orange durch die Vereinigten Staaten während des Vietnamkriegs die dortige Bevölkerung und Tierwelt verwüstete.

### Römisches Statut
Derzeit gibt es nur eine Bestimmung im Römischen Statut des Internationalen Strafgerichtshofs, die sich auf Kriegsverbrechen bezieht und in der die Schädigung der Umwelt ausdrücklich erwähnt wird. Artikel 8(2)(b)(iv) macht es zu einem Verbrechen: „absichtlich einen Angriff in dem Wissen zu starten, dass dieser Angriff zufällige Verluste an Menschenleben oder Verletzungen von Zivilisten oder Schäden an zivilen Objekten oder weit verbreitete, langfristige und schwere Schäden an der natürlichen Umwelt verursachen wird, die im Verhältnis zu dem erwarteten konkreten und unmittelbaren militärischen Gesamtvorteil eindeutig übermäßig wären.“
Im Jahr 2010 schlug die Umweltanwältin Polly Higgins vor, das Römische Statut um den Straftatbestand des Ökozids zu erweitern. Der Vorschlag wurde der Völkerrechtskommission der Vereinten Nationen vorgelegt, die „das Mandat hat, die fortschreitende Entwicklung des Völkerrechts und seine Kodifizierung zu fördern“.
Sie definierte Ökozid als:
„Die weitreichende Schädigung, Zerstörung oder der Verlust von Ökosystemen eines bestimmten Territoriums, sei es durch menschliches Handeln oder durch andere Ursachen, in einem solchen Ausmaß, dass die friedliche Nutzung durch die Bewohner dieses Territoriums stark beeinträchtigt wird“.
Diese Definition schließt Schäden ein, die durch Einzelpersonen, Unternehmen und/oder den Staat verursacht werden. Sie schließt auch Umweltzerstörung durch „andere Ursachen“ ein (d. h. Schäden, die nicht unbedingt durch menschliche Aktivitäten verursacht werden). Ziel war es, eine Sorgfaltspflicht zu schaffen, um natürlich auftretende Katastrophen abzumildern oder zu verhindern, sowie eine strafrechtliche Verantwortung für vom Menschen verursachte Umweltzerstörung zu schaffen.
Auf der 18. Sitzung der Versammlung der Vertragsstaaten des Römischen Statuts des Internationalen Strafgerichtshofs (IStGH) im Dezember 2019 forderten zwei souveräne Staaten, Vanuatu und die Malediven, in ihren offiziellen Erklärungen, die Aufnahme eines Verbrechens des Ökozids in das Statut ernsthaft zu prüfen. Anfang September 2024 reichten Fidschi, Samoa und Vanuatu eine entsprechende Initiative am IStGH ein, die Ökozid als gleichrangige Strafsache neben Völkermord, Kriegsverbrechen, Verbrechen in bewaffneten Konflikten sowie Verbrechen gegen die Menschlichkeit, und damit zur Zuständigkeit des Gerichts erklären soll.

### Europäische Bürgerinitiative
Am 22. Januar 2013 rief ein Komitee von elf Bürgern aus neun EU-Ländern offiziell die „Europäische Bürgerinitiative (European Citizens Initiative, ECI) zur Beendigung des Ökozids in Europa“ ins Leben. Die ECI ist ein Instrument, das durch den Vertrag von Lissabon geschaffen wurde, um die partizipative und direkte Demokratie zu fördern. Sie bietet den EU-Bürgern die Möglichkeit, neue Gesetze zu initiieren oder Änderungen an bestehenden Gesetzen direkt bei der Europäischen Kommission vorzuschlagen, die die Institution ist, die EU-Gesetze schafft.
Diese spezielle Initiative zielte darauf ab, Ökozid, die weitreichende Schädigung und Zerstörung von Ökosystemen, Investitionen in Aktivitäten, die Ökozid verursachen, zu kriminalisieren und Produkten, die aus ökozidalen Aktivitäten stammen, den Marktzugang in der EU zu verweigern. Drei Abgeordnete des Europäischen Parlaments, Keith Taylor, Eva Joly und Jo Leinen, übergaben öffentlich die ersten Unterschriften. Die Initiative sammelte nicht die erforderliche Anzahl von 1 Million Unterschriften, wurde aber im Europäischen Parlament diskutiert. Der Vorschlag muss noch von den Vereinten Nationen angenommen werden.

### Umweltzerstörung im Krieg
Obwohl es kein internationales Recht des Ökozids gibt, das in Friedenszeiten gilt, verabschiedeten die Vereinten Nationen 1977 die Konvention über das Verbot der militärischen oder jeder anderen feindlichen Nutzung von Umweltveränderungstechniken, die gilt, wenn sich ein Staat im Krieg befindet.
In Artikel I dieses Übereinkommens heißt es: „Jeder Vertragsstaat dieses Übereinkommens verpflichtet sich, keine militärische oder sonstige feindselige Anwendung von Umweltmodifikationstechniken mit weitreichenden, lang anhaltenden oder schwerwiegenden Auswirkungen als Mittel zur Zerstörung, Schädigung oder Verletzung eines anderen Vertragsstaates einzusetzen.“ Es gibt keine Definition der Begriffe „weit verbreitet, lang anhaltend oder schwerwiegend“.
In Artikel III heißt es: „Die Bestimmungen dieses Übereinkommens dürfen die Anwendung von Techniken zur Veränderung der Umwelt zu friedlichen Zwecken nicht behindern.“
Im Juli 2019 forderte eine Gruppe von 24 Wissenschaftlern, dass auch Ökozid, der in Konfliktgebieten begangen wird, als Kriegsverbrechen zu bestrafen ist, auch solche, die indirekt mit dem Konflikt zusammenhängen.

## Geschichte

### 1970er
Der Begriff wurde erstmals 1970 auf der Conference on War and National Responsibility in Washington DC verwendet, wo Arthur Galston ein neues internationales Abkommen zum Verbot von Ökozid vorschlug. Galston war ein amerikanischer Biologe, der die entlaubende Wirkung einer Chemikalie identifizierte, die später zu Agent Orange entwickelt wurde. Als späterer Bioethiker war er 1970 der erste, der die massive Schädigung und Zerstörung von Ökosystemen als Ökozid bezeichnete.
In einem obiter dictum im Urteil zum Barcelona-Traction-Fall von 1970 identifizierte der Internationale Gerichtshof eine Kategorie von internationalen Verpflichtungen, die erga omnes genannt werden, nämlich Verpflichtungen, die Staaten der internationalen Gemeinschaft als Ganzes schulden und die darauf abzielen, die Grundwerte und gemeinsamen Interessen aller zu schützen und zu fördern.
1972 auf der Stockholmer Konferenz der Vereinten Nationen über die menschliche Umwelt, auf der die Stockholmer Erklärung verabschiedet wurde, sprach der schwedische Ministerpräsident Olof Palme in seiner Eröffnungsrede explizit vom Vietnamkrieg als einem Ökozid, der in den inoffiziellen Veranstaltungen, die parallel zur offiziellen Stockholmer UN-Konferenz über die menschliche Umwelt liefen, diskutiert wurde. Andere, darunter Indira Gandhi aus Indien und Tang Ke, der Leiter der chinesischen Delegation, prangerten den Krieg ebenfalls in Bezug auf Menschen und Umwelt an. Auch sie riefen dazu auf, den Ökozid als internationales Verbrechen einzustufen. Auf der Konferenz wurde eine Arbeitsgruppe für Verbrechen gegen die Umwelt gebildet, und 1973 wurde der Entwurf einer Ökozid-Konvention bei den Vereinten Nationen eingereicht.
Dai Dong, ein Zweig des Internationalen Versöhnungsbundes, sponserte einen Konvent über den Ökozid-Krieg, der in Stockholm, Schweden, stattfand. Die Konferenz brachte viele Menschen zusammen, darunter die Experten Richard A. Falk, Experte für das internationale Recht der Kriegsverbrechen und Robert Jay Lifton, ein Psychohistoriker. Der Konvent forderte eine Konvention der Vereinten Nationen über die ökozidale Kriegsführung, die unter anderem versuchen würde, den Ökozid als internationales Kriegsverbrechen zu definieren und zu verurteilen. Richard A. Falk entwarf 1973 eine Ökozid-Konvention und erkannte eingangs ausdrücklich an, „dass der Mensch der Umwelt in Kriegs- und Friedenszeiten bewusst und unbewusst irreparable Schäden zugefügt hat.“
Westing war der Ansicht, dass das Element des Vorsatzes nicht immer zutrifft. „Der Vorsatz kann nicht nur unmöglich nachzuweisen sein, sondern ist meiner Meinung nach im Wesentlichen irrelevant.“
1978 begannen die Diskussionen über den Draft Code of Crimes Against the Peace and Security of Mankind. Gleichzeitig wurden die Themen Staatenverantwortung und internationale Verbrechen diskutiert und entworfen.
Das ILC-Jahrbuch 1978 enthielt in seinem „Draft articles on State Responsibility and International Crime“ „ein internationales Verbrechen (das) unter anderem resultieren kann aus: (d) einer schwerwiegenden Verletzung einer internationalen Verpflichtung von wesentlicher Bedeutung für den Schutz und die Erhaltung der menschlichen Umwelt, wie zum Beispiel derjenigen, die eine massive Verschmutzung der Atmosphäre oder der Meere verbietet.“ Zu den Befürwortern eines Verbrechens des Ökozids gehörten Rumänien, der Heilige Stuhl, Österreich, Polen, Ruanda, der Kongo und Oman.

### 1980er
Ökozid als Verbrechen wurde weiterhin thematisiert. Der Whitaker-Bericht, der von der Unterkommission zur Förderung und zum Schutz der Menschenrechte in Auftrag gegeben wurde, befasste sich mit der Frage der Verhinderung und Bestrafung des Verbrechens des Völkermordes und wurde vom damaligen Sonderberichterstatter, Benjamin Whitaker, erstellt. Der Bericht enthielt eine Passage, dass „einige Mitglieder der Unterkommission jedoch vorgeschlagen haben, dass die Definition von Völkermord erweitert werden sollte, um kulturellen Völkermord oder ,Ethnozid‘ und auch ,Ökozid‘ einzuschließen: schädliche, oft irreparable Veränderungen der Umwelt – zum Beispiel durch nukleare Explosionen, chemische Waffen, schwere Verschmutzung und sauren Regen oder die Zerstörung des tropischen Regenwaldes –, die die Existenz ganzer Bevölkerungen bedrohen, sei es vorsätzlich oder durch kriminelle Fahrlässigkeit.“
Die Diskussion über internationale Verbrechen wurde 1987 in der Völkerrechtskommission fortgesetzt, wo vorgeschlagen wurde, „in die Liste der internationalen Verbrechen den ,Ökozid‘ aufzunehmen, als Ausdruck der Notwendigkeit, die Umwelt zu schützen und zu erhalten“.

### 1990er
Der „Draft Code of Crimes Against the Peace and Security of Mankind“ der ILC von 1991 enthielt 12 Verbrechen, eines davon war die „vorsätzliche Schädigung der Umwelt (Artikel 26)“.
Bis zum 29. März 1993 hatte der Generalsekretär 23 Antworten von Mitgliedstaaten und eine Antwort von einem Nicht-Mitgliedstaat erhalten. Diese waren: Australien, Österreich, Belarus, Belgien, Brasilien, Bulgarien, Costa Rica, Ecuador, Griechenland, die Niederlande, die nordischen Länder (Dänemark, Finnland, Island, Norwegen, Schweden), Paraguay, Polen, Senegal, Sudan, Türkei, Großbritannien, USA, Uruguay und die Schweiz. Es wurden viele Einwände erhoben, für einen zusammenfassenden Kommentar siehe das ILC-Jahrbuch 1993. Nur drei Länder, die Niederlande, das Vereinigte Königreich und die Vereinigten Staaten von Amerika, sprachen sich gegen die Aufnahme eines Umweltverbrechens aus. Die Frage der Hinzufügung eines hohen Vorsatztests („wilful“) war von Belang: Österreich kommentierte: „Da die Täter dieses Verbrechens in der Regel aus einem Gewinnmotiv heraus handeln, sollte der Vorsatz keine Voraussetzung für die Strafbarkeit sein.“ Auch Belgien und Uruguay vertraten den Standpunkt, dass für das Verbrechen der schweren Umweltschädigung (Artikel 26) kein Element des Vorsatzes erforderlich sei.
1996 veröffentlichte der kanadisch-australische Anwalt Mark Gray seinen Vorschlag für ein internationales Verbrechen des Ökozids, das auf dem etablierten internationalen Umwelt- und Menschenrechtsrecht basiert. Er wies nach, dass Staaten und wohl auch Einzelpersonen und Organisationen, die eine massive Schädigung der natürlichen Umwelt verursachen oder zulassen, eine Sorgfaltspflicht verletzen, die der Menschheit im Allgemeinen geschuldet ist. Er schlug vor, solche Verstöße, sofern sie vorsätzlich, leichtfertig oder fahrlässig begangen werden, als Ökozid zu bezeichnen, wenn sie schwerwiegende und weitreichende oder dauerhafte ökologische Schäden, internationale Konsequenzen und Abfälle nach sich ziehen.
In der ILC wurde derweil die „vorsätzliche und schwere Schädigung der Umwelt“ (Artikel 26) einer Arbeitsgruppe übertragen: „Die Kommission beschloss ferner, dass die Beratungen in Bezug auf [Artikel 26] fortgesetzt werden … die Kommission beschloss … eine Arbeitsgruppe einzurichten, die … zusammentreten sollte, um die Möglichkeit zu prüfen, die Frage der vorsätzlichen und schweren Schädigung der Umwelt in den Entwurf des Gesetzbuches aufzunehmen … die Kommission beschloss durch Abstimmung, nur den von der Arbeitsgruppe vorbereiteten Text zur Aufnahme der vorsätzlichen und schweren Schädigung der Umwelt als Kriegsverbrechen an den Redaktionsausschuss zu verweisen.“
Der endgültige Entwurf diente 1998 auf der Diplomatischen Bevollmächtigtenkonferenz der Vereinten Nationen über die Errichtung eines Internationalen Strafgerichtshofs in Rom als Vorlage für das Römische Statut. Das Römische Statut war das Gründungsdokument des Internationalen Strafgerichtshofs (IStGH), das zum Einsatz kommt, wenn ein Staat entweder nicht willens oder nicht in der Lage ist, seine eigene Strafverfolgung für internationale Verbrechen durchzuführen.
Ökozid wurde nicht als eigenständiges Verbrechen in das Römische Statut aufgenommen, sondern in Verbindung mit einem Kriegsverbrechen, wobei der Test für dieses Kriegsverbrechen enger gefasst war als die zuvor vorgeschlagenen Tests. Unter der Umweltveränderungskonvention 1977 (ENMOD) ist der Test für Umweltzerstörung im Krieg „weit verbreitet, langfristig oder schwerwiegend“, während Artikel 8(2)(b) des Römischen Statuts 1998 den ENMOD-Test mit der Änderung eines Wortes in „weit verbreitet, langfristig und schwerwiegend“ modifizierte. Artikel 8(2)(b) beschränkte die Schädigung der Umwelt auf Fälle, in denen „ein Angriff vorsätzlich in dem Wissen ausgeführt wird, dass dieser Angriff zufällige Verluste an Menschenleben oder Verletzungen von Zivilisten oder Schäden an zivilen Objekten oder weit verbreitete, langfristige und schwere Schäden an der natürlichen Umwelt verursachen wird, die im Verhältnis zu dem erwarteten konkreten und unmittelbaren militärischen Gesamtvorteil eindeutig übermäßig wären.“

### 2010er
Der Vorschlag für das Verbrechen des Ökozids wurde von einer privaten Partei bei den Vereinten Nationen eingereicht. Im März 2010 reichte die britische „Earth-Lawyer“ Polly Higgins bei den Vereinten Nationen einen Änderungsantrag zum Römischen Statut ein, in dem sie vorschlug, „Ökozid“ als fünftes internationales Verbrechen gegen den Frieden gesetzlich anzuerkennen. Das Römische Statut erkennt derzeit vier Verbrechen gegen den Frieden an: Völkermord, Verbrechen gegen die Menschlichkeit, Kriegsverbrechen und das Verbrechen der Aggression. Jedes dieser Verbrechen betrifft menschliche Opfer. Während die von Higgins vorgeschlagene Definition von Ökozid sich um den „friedlichen Genuss“ der Bewohner kümmert, ist das Opfer, das die Novelle in erster Linie zu schützen verspricht, nicht menschlich, sondern umweltbezogen.
Im Jahr 2011 wurde ein Schein-Ökozid-Gesetz entworfen und anschließend von der Hamilton Group in einem Scheinprozess vor dem Obersten Gerichtshof Großbritanniens getestet.
Im Juni 2012 wurde das Konzept, Ökozid zu einem Verbrechen zu machen, Gesetzgebern und Richtern aus der ganzen Welt auf dem Weltkongress über Justiz und Recht für ökologische Nachhaltigkeit vorgestellt, der in Mangaratiba vor dem Erdgipfel Rio +20, der Konferenz der Vereinten Nationen für nachhaltige Entwicklung, stattfand. Ökozid zu einem internationalen Verbrechen zu machen, wurde auf dem Weltjugendkongress in Rio de Janeiro im Juni 2012 als eine der zwanzig wichtigsten Lösungen zur Erreichung einer nachhaltigen Entwicklung gewählt.
Im Oktober 2012 versammelte sich eine Reihe von Experten auf der internationalen Konferenz „Environmental Crime: Current and Emerging Threats“ in Rom am Sitz der Ernährungs- und Landwirtschaftsorganisation der Vereinten Nationen, die vom Interregionales Forschungsinstitut für Kriminalität und Justiz (UNICRI) in Zusammenarbeit mit dem Umweltprogramm der Vereinten Nationen (UNEP) und dem Umweltministerium (Italien) gegeben wurde. Die Konferenz erkannte an, dass Umweltkriminalität eine wichtige neue Form der transnationalen organisierten Kriminalität ist, die eine stärkere Reaktion erfordert. Eines der Ergebnisse war, dass UNEP und UNICRI eine Studie zur Definition von Umweltkriminalität und neuer Umweltkriminalität in Auftrag geben und die Geschichte der Wiedereinführung von Ökozid als internationales Verbrechen in Betracht ziehen.
Im November 2019 forderte Papst Franziskus in einer Rede vor der Internationalen Vereinigung für Strafrecht (AIDP) die internationale Gemeinschaft auf, den Ökozid als „fünfte Kategorie von Verbrechen gegen den Frieden“ anzuerkennen.
Im Dezember 2019 forderten auf der 18. Sitzung der Versammlung der Vertragsstaaten des Römischen Statuts des Internationalen Strafgerichtshofs zwei souveräne Staaten, Vanuatu und die Malediven, in ihren offiziellen Erklärungen, die Aufnahme eines Verbrechens des Ökozids in das Statut ernsthaft zu prüfen.

### 2020er
Ende November 2020 begann ein Gremium internationaler Juristen unter dem Vorsitz des britischen Rechtsprofessors Philippe Sands und der sambischen Richterin Florence Mumba mit der Ausarbeitung eines Gesetzesvorschlags zur Kriminalisierung von Ökozid. Im Juni 2021 hatte ein von der Stop Ecocide Foundation einberufenes Gremium von internationalen Anwälten und Umweltjuristen den Entwurf einer Legaldefinition des Ökozidverbrechens vorgelegt. Demnach bedeutet Ökozid „rechtswidrige oder willkürliche Handlungen, mit dem Wissen begangen, dass eine erhebliche Wahrscheinlichkeit schwerer und weitreichender oder langfristiger Schäden für die Umwelt besteht, die durch diese Handlungen verursacht werden.“ (Original: „Ecocide means unlawful or wanton acts committed with knowledge that there is a substantial likelihood of severe and either widespread or long-term damage to the environment being caused by those acts.“) Das Gremium schlägt vor, das Römische Statut um diesen Straftatbestand zu erweitern. Diese Erweiterung wäre die erste seit 1945. Das „Bündnis Ökogesetz“ geht davon aus, dass es drei bis fünf Jahre dauern wird, bis der Tatbestand Ökozid in das Römische Statut des Internationalen Strafgerichtshofes aufgenommen wird.
Im Juni 2020 trafen sich 150 zufällig ausgewählte Mitglieder der Bürgerversammlung, der Convention Citoyenne pour le Climat (CCC), um Vorschläge zum Umgang mit dem Klimawandel zu erarbeiten. An erster Stelle stand der Vorschlag, der von 99,3 Prozent der Versammlung unterstützt wurde, dass in Frankreich ein neues Verbrechen von ECOCIDE eingeführt werden soll. Diese Forderungen wurden Frankreichs Präsident Emmanuel Macron überbracht.
Er versprach ausdrücklich, sich im Namen Frankreichs für die Verankerung des Verbrechens des Ökozids im internationalen Recht einzusetzen: „Wir werden gemeinsam mit Ihnen und Rechtsexperten prüfen, wie dieses Prinzip in das französische Recht aufgenommen werden kann.“ Damit ist Macron einer der erste Führer einer wohlhabenden Industrienation – einer der G7 – der den Vorschlag Ökozid als ein internationales Verbrechen zu definieren, unterstützt.
In Anlehnung an die Erklärung des französischen Präsidenten Emmanuel Macron vom Juni dieses Jahres hat die neue belgische Regierung im Bezug auf das innerstaatliche Recht zugesagt, dass „Experten zu Rate gezogen werden, um die Aufnahme von Ökozid in das neue Strafgesetzbuch zu beraten“ [S. 50 Abs. 1]. Auf internationaler Ebene hat sich die Regierung verpflichtet, „zu forschen und diplomatische Initiativen zu ergreifen, die darauf abzielen, das Verbrechen des Ökozids, also die bewusste Zerstörung von Ökosystemen, zu stoppen“ [S. 79 Abs. 5].
Belgien ist auch die erste europäische Nation, die die Kriminalisierung von Umweltverbrechen vor dem Internationalen Strafgerichtshof anspricht. Die offizielle Erklärung des Landes vor der Versammlung der Vertragsstaaten des Römischen Statuts des Internationalen Strafgerichtshofs (ICC) im Dezember 2020 von der stellvertretenden Premierministerin und Außenministerin Sophie Wilmès abgegeben, die erklärte:

„Auch ich möchte diese Gelegenheit nutzen, um die Aufmerksamkeit der Vertragsstaaten auf die Tragödie der schweren Umweltverbrechen zu lenken. Belgien ist der Ansicht, dass es sinnvoll wäre, im Rahmen der Arbeit unserer kommenden Sitzungen die Möglichkeit zu prüfen, Verbrechen, die als 'Ökozid' bezeichnet werden, in das System des Römischen Statuts aufzunehmen.“

Finnlands Außenminister Pekka Haavisto sandte Worte der Unterstützung zu einer Nebenveranstaltung zu diesem Thema während der Jahrestagung des ICC. Das Gremium zur Erarbeitung eines Entwurfs zum Thema Ökozid wurde von der Stop Ecocide Foundation auf Wunsch mehrerer schwedischer Parlamentarier zusammengestellt.
Im Januar 2021 stimmte das Europäische Parlament dafür, „die EU und die Mitgliedstaaten aufzufordern, die Anerkennung von Ökozid als internationales Verbrechen im Rahmen des Römischen Statuts des Internationalen Strafgerichtshofs (IStGH) zu fördern.“ Der Änderungsantrag wurde von der Europaabgeordneten Salima Yenbou (Grüne/EFA) eingereicht.
Das Anliegen wird auch in Deutschland von Politikern der Linksfraktion, wie Lorenz Gösta Beutin, öffentlich unterstützt.
Unterstützung kommt auch von prominenten Persönlichkeiten. Im Juli 2020 spendete Greta Thunberg 100.000 € an die Stop Ecocide Foundation. Prinz Harry und seine Frau Meghan haben den Begriff benutzt, um die verheerenden australischen Buschfeuer zu beschreiben.
Im Juni 2021 legte ein von der „Stop Ecocide Foundation“ berufener 12-köpfiger internationaler Experten-Rat seinen Vorschlag für eine juristische Ökozid-Definition als „als fünftes Verbrechen gemäß dem Römischen Statut des Internationalen Strafgerichtshofs“ vor: „Im Sinne dieses Statuts bedeutet „Ökozid“ rechtswidrige oder willkürliche Handlungen, mit dem Wissen begangen, dass eine erhebliche Wahrscheinlichkeit schwerer und entweder weitreichender oder langfristiger Schäden für die Umwelt besteht, die durch diese Handlungen verursacht werden.“
Am 21. März 2023 hat der Rechtsausschuss des Europäischen Parlaments einstimmig dafür gestimmt, dass „Ökozid“ nach EU-Recht verurteilt werden soll. Das Europäische Parlament hat am 29. März 2023 auf seiner monatlichen Plenarsitzung offiziell erklärt, dass es die Aufnahme von Umweltstraftaten in die überarbeitete Richtlinie der Europäischen Union zum strafrechtlichen Schutz der Umwelt unterstützt.
Am 26. März 2024 hat der Rat der Europäischen Union eine Richtlinie über den strafrechtlichen Schutz der Umwelt angenommen. Deutschland hat als einziges Land nicht dafür gestimmt. Die Liste der Straftaten wurden von neun auf 20 erhöht. Firmen, die eine solche Straftat begehen, können bis zu fünf Prozent ihres Umsatzes bis zu 40 Millionen Euro einbüßen. Die Mitgliedstaaten der  EU haben nach Inkrafttreten der Richtlinie zwei Jahre Zeit, um ihre nationalen Vorschriften an die Richtlinie anzupassen.

## Bestehende nationale Ökozid-Gesetze
Mit zuletzt 2008/2014 Ecuador haben 12 Länder den Ökozid als Verbrechen innerhalb ihrer Grenzen in Friedenszeiten kodifiziert. Diese Länder folgten dem Wortlaut von Artikel 26 des Entwurfs der International Law Commission (ILC), der sich auf die absichtliche Verursachung von „weitreichenden, langfristigen und schweren Schäden an der natürlichen Umwelt“ im Kontext eines Krieges bezog – wobei zu berücksichtigen ist, dass Artikel 26 aus dem endgültigen Entwurf, der 1996 dem Römischen Statut des Internationalen Strafgerichtshofs vorgelegt wurde, entfernt worden war.
Keines dieser Länder hat Verfahren zur Messung des „Vorsatzes“ eingeführt. Die Wirksamkeit dieser Gesetze hängt auch von anderen Faktoren ab, darunter die Verfügbarkeit von Verfahren zur Durchsetzung, die Notwendigkeit einer unabhängigen Justiz und die Achtung der Rechtsstaatlichkeit. Viele der Länder, die über nationale Gesetze zur Bekämpfung des Ökozids verfügen, werden von Transparency International in Bezug auf Korruption sehr hoch und in Bezug auf die Achtung der Rechtsstaatlichkeit niedrig eingestuft.
Die Organisation Stop Ecocide veröffentlicht die Entwicklung der staatlichen Unterstützung eines Ökozid-Gesetzes seit 2019 bis zur Gegenwart.

### Armenien2003
Art. 394. Ökozid: „Die massenhafte Zerstörung von Flora oder Fauna, die Vergiftung der Umwelt, der Böden oder der Wasserressourcen sowie die Durchführung anderer Handlungen, die eine ökologische Katastrophe verursachen, wird bestraft …“

### Belarus1999
Art. 131. Ökozid: „Die vorsätzliche Massenvernichtung von Flora und Fauna oder die Vergiftung der Luft oder des Wassers sowie andere vorsätzliche Handlungen, die eine ökologische Katastrophe verursachen können (Ökozid), – werden bestraft mit …“

### Ecuador2008 (Verfassung), and 2014 (Strafgesetz)
Während Ecuador den Begriff „Ökozid“ nicht formell verwendet, wird jede vorsätzliche Schädigung der Umwelt, ob in Kriegs- oder Friedenszeiten, als Straftat eingestuft, und das Land ist das erste in der Welt, das die Natur zu einem Subjekt (und nicht zu einem Objekt) von starken verfassungsmäßigen Rechten und Garantien macht.
Verfassung, Art. 71: Rechte der Natur „Die Natur oder Mutter Erde, in der das Leben vorkommt und sich fortpflanzt, hat das Recht auf ganzheitliche Achtung ihrer Existenz und auf die Erhaltung und Regeneration ihrer Lebenszyklen …“

### Georgien1999
Artikel 409. Ökozid: „Ökozid, d.h. die Verschmutzung der Atmosphäre, des Bodens und der Wasserressourcen, die massenhafte Zerstörung von Flora und Fauna oder jede andere Handlung, die eine ökologische Katastrophe verursachen könnte, wird bestraft durch …“

### Kasachstan1997
Art. 161. Ökozid: „Die massenhafte Zerstörung der Flora oder Fauna, die Vergiftung der Atmosphäre, des Bodens oder der Wasserressourcen sowie die Begehung anderer Handlungen, die eine ökologische Katastrophe verursacht haben oder zu verursachen geeignet sind, – werden bestraft durch …“

### Kirgisistan1997
Art. 374. Ökozid: „Die massive Zerstörung des Tier- oder Pflanzenreichs, die Verschmutzung der Atmosphäre oder der Wasserressourcen sowie die Begehung anderer Handlungen, die eine ökologische Katastrophe verursachen können, sind strafbar …“

### Republik Moldau2002
Art. 136. Ökozid: „Die vorsätzliche massenhafte Zerstörung von Flora und Fauna, die Vergiftung der Atmosphäre oder der Wasserressourcen sowie die Begehung anderer Handlungen, die eine ökologische Katastrophe hervorrufen oder verursachen können, sind strafbar …“

### Russland1996
Art. 358. Ökozid: „Die massive Zerstörung des Tier- oder Pflanzenreichs, die Vergiftung der Atmosphäre oder der Wasserressourcen sowie die Begehung anderer Handlungen, die eine ökologische Katastrophe verursachen können, werden bestraft …“

### Tadschikistan1998
Art. 400. Ökozid: „Die Massenvernichtung von Flora und Fauna, die Vergiftung der Atmosphäre oder der Wasserressourcen sowie die Begehung anderer Handlungen, die eine ökologische Katastrophe verursachen können, ist strafbar …“

### Ukraine2001
Art. 441. Ökozid: „Die massenhafte Zerstörung der Flora und Fauna, die Vergiftung der Luft oder der Wasserressourcen sowie die Durchführung anderer Handlungen, die eine ökologische Katastrophe verursachen können, – wird bestraft mit …“

### Usbekistan1994
Art. 196. Verschmutzung der natürlichen Umwelt: „Die Verschmutzung oder Beschädigung von Land, Wasser oder atmosphärischer Luft, die zum massenhaften Auftreten von Krankheiten bei Menschen, zum Tod von Tieren, Vögeln oder Fischen oder zu anderen schwerwiegenden Folgen führt, wird bestraft …“

### Vietnam1990
Art. 342. Verbrechen gegen die Menschheit: „Wer in Friedens- oder Kriegszeiten Handlungen … sowie andere Handlungen des Völkermords oder Handlungen des Umweltmords oder der Zerstörung der natürlichen Umwelt begeht, wird bestraft …“

## Internationaler Strafgerichtshof
Als weltweit erstes Land beschloss Belgien im Dezember 2021 im Parlament, auf Initiative der Grünen, dass Ökozid ein Straftatbestand vor dem Internationalen Strafgerichtshof in Den Haag werden soll. Die EU unterstützt dieses Anliegen.

## Weitere Informationen
- Broswimmer Franz: Ecocide: A Short History of Mass Extinction of Species. Pluto Press, 2002, ISBN 0-7453-1934-3.
- Jared Diamond: Collapse: How Societies Choose to Fail or Succeed. Penguin Books, England 2005, ISBN 0-14-303655-6, S. 575.
- Adam Cherson: Ecocide: Humanity's Environmental Demons. Greencore Books, 2009, ISBN 978-0-595-46318-3, S. 135.
- Polly Higgins: Eradicating Ecocide: Laws and Governance to Prevent the Destruction of our Planet. Shepheard-Walwyn, 2010, ISBN 978-0-85683-275-8, S. 202.
- Wijdekop, Femke. (2016). „Against Ecocide: Legal Protection for Earth.“ Great Transition Initiative.